# Ines Ortner-Bach
Ines Ortner-Bach (* 23. Januar 1981) ist eine ehemalige deutsche Fußballspielerin.

## Karriere

### Spielerin
Ortner-Bach begann 15-jährig in der Jugendmannschaft des FC Bayern München mit dem Fußballspielen. Nach zwei Jahren rückte sie in die Zweite Mannschaft auf, der sie bis Sommer 2003 fast ausschließlich angehörte. Als Mittelfeldspielerin bestritt sie während ihrer von März bis Juni 2003 währenden Kaderzugehörigkeit zur Ersten Mannschaft ihr einziges Bundesligaspiel, das am 18. Mai 2003 (20. Spieltag) beim WSV Wendschott mit 1:4 verloren wurde.
Im Sommer 2003 verließ sie den FC Bayern München für ihr Studium in den Vereinigten Staaten. Nach ihrer Rückkehr schloss sie sich dem FFC Wacker München an, für den sie 105 Punktspiele bestritt und ihr einziges Tor am 1. Mai 2005 beim 1:1 gegen den FC Erzgebirge Aue erzielte.
2009 gehörte sie zwischenzeitlich dem TSV Poing und von 2014 bis 2016 der SpVgg Thalkirchen an.

### Trainerin
Nach ihrer aktiven Zeit beim FFC Wacker München betreute sie von 2011 bis 2013 als diplomierte Sportlehrerin die Zweite Mannschaft des FFC Wacker München in 27 Punktspielen.

## Erfolge
- Bayerischer Meister 2004
- Bayerischer Pokalsieger 2003
- DFB Ü35 Frauen-Cup 2018